# Ель-Кіоте (Техас)
Ель-Кіоте (англ. El Quiote) — переписна місцевість (CDP) в США, в окрузі Старр штату Техас. Населення — 226 осіб (2020).

## Географія
Ель-Кіоте розташований за координатами 26°23′4″ пн. ш. 98°54′30″ зх. д. / 26.38444° пн. ш. 98.90833° зх. д. (26.384490, -98.908378).  За даними Бюро перепису населення США в 2010 році переписна місцевість мала площу 0,13 км², уся площа — суходіл.

## Демографія
Згідно з переписом 2010 року, у переписній місцевості мешкало 208 осіб у 62 домогосподарствах у складі 54 родин. Густота населення становила 1582 особи/км².  Було 71 помешкання (540/км²).
Расовий склад населення:
| - 100,0 % — білих |

До двох чи більше рас належало 0,0 %. Частка іспаномовних становила 100,0 % від усіх жителів.
За віковим діапазоном населення розподілялося таким чином: 28,4 % — особи молодші 18 років, 62,5 % — особи у віці 18—64 років, 9,1 % — особи у віці 65 років та старші. Медіана віку мешканця становила 34,3 року. На 100 осіб жіночої статі у переписній місцевості припадало 90,8 чоловіків;  на 100 жінок у віці від 18 років та старших — 81,7 чоловіків також старших 18 років.
Цивільне працевлаштоване населення становило 52 особи. Основні галузі зайнятості: роздрібна торгівля — 48,1 %, освіта, охорона здоров'я та соціальна допомога — 38,5 %, науковці, спеціалісти, менеджери — 13,5 %.